# Thomas Angarth
Thomas Angarth (* 2. Juli 1957) ist ein ehemaliger schwedischer Badmintonspieler. 

## Karriere
Thomas Angarth wurde 1972 nationaler Juniorenmeister in Schweden. Bei den Norwegian International 1977 belegte er Rang zwei. Im gleichen Jahr nahm er auch an den erstmals ausgetragenen Badminton-Weltmeisterschaften teil. 1980 siegte er bei den German Open, 1984 bei den Portugal International.